# Mbole
Mbole eller Bambole är en folkgrupp på omkring 100 000 individer (1971), som bor i provinserna Tshopo, Tshuapa och Sankuru, sydväst om Kisangani i Demokratiska republiken Kongo. Språket mbole hör till språkgruppen mongo inom bantuspråken, vars talare bor i regnskogarna på bägge sidor om Lomamifloden.
I rollfördelningen mellan könen ingår att mbolekvinnor odlar maniok, bananer och ris och föder upp ankor, kycklingar och getter. Männen jagar vilt med eggvapen och med fällor och fiskar med nät i floden. Både män och kvinnor sysslar med vävning: männen väver fisknät och vägg- och takmattor, medan kvinnorna väver sovmattor och korgar.